# Noel Clarke
Noel Anthony Clarke (Londres, Inglaterra; 6 de diciembre de 1975) es un actor, director y guionista inglés, original de Londres. Es conocido por interpretar a Wyman Norris en Auf Wiedersehen, Pet y a Mickey Smith en Doctor Who. Clarke fue escritor e intérprete de Kidulthood y escribió, dirigió y protagonizó su secuela, Adulthood, que recaudó 1.209.319 libras en la semana de su estreno. Clarke estudió en la Universidad de North London antes de empezar a tomar clases de interpretación en el London's Actors Centre. Clarke ganó el Premio Laurence Olivier en 2003 y recibió el Premio Orange a la estrella emergente en 2009.

## Carrera
Clarke ha tenido papeles recurrentes en televisión como Wyman Norris en la serie Auf Wiedersehen, Pet entre 2002 y 2004, y como Mickey Smith en las dos primeras temporadas de la nueva serie Doctor Who, entre 2005 y 2006. Especialmente, fue el primer acompañante de raza negra del Doctor en la historia de la serie a partir del episodio School Reunion, y volvió a interpretar el papel en el episodio Journey's End de la cuarta temporada, en 2008, y en la segunda parte del especial El fin del tiempo en 2010; y también apareció en la serie de audio de Doctor Who Dalek Empire: The Fearless, publicada entre septiembre y diciembre de 2007. Sus otros trabajos televisivos incluyen apariciones en Casualty y Metrosexuality. También ha hecho teatro, y ha ganado el Premio Laurence Olivier al mejor actor revelación en 2003 por su interpretación en la obra Where Do We Live en el Royal Court Theatre. Clarke apareció en la película Doghouse, dirigida por Jake West y producida por Carnaby Films International, y en la película de Neil Marshall Centurión, de la cual Clarke dijo, "va sobre una legión romana, y soy uno de los soldados".
Clarke comenzó su carrera como escritor en 2005 cuando escribió el guion de la película Kidulthood, estrenada en 2006. También dirigió y protagonizó la secuela, Adulthood, estrenada en 2008. Sobre dirigir su primera película, Clarke describió la experiencia diciendo: "Dirigir por primera vez fue definitivamente un reto y un agotamiento a veces. Fue una curva de aprendizaje muy empinada, pero si estás dispuesto a hacer cosas y a seguir con esto, compensa". Otros trabajos suyos como escritor incluyen Combat, un episodio del spin-off de Doctor Who, Torchwood, y West 10 LDN, un piloto para BBC Three sobre unos niños en un suburbio.
En 2008, protagonizó el videoclip del sencillo de The Prodigy Invaders Must Die.
En 2009, Clark recibió un BAFTA en la categoría del Premio Orange a la estrella emergente. Como resultado del éxito de Kidulthood, Adulthood y su premio BAFTA, fue colocado en el número 83 en el MediaGuardian 100, un ranking anual de gente de los medios en The Guardian.
También interpretó a A. J. junto a Jim Sturgess en la película de Philip Ridley de 2009 Heartless. Ha trabajado con BBC Blast, un proyecto para adolescentes dirigido a inspirar la creatividad de la gente. Poco después de ganar el BAFTA dio una charla para inspirar a la juventud diciéndoles "abrid vuestra mente". Su siguiente proyecto, una película de atracadores titulada 4.3.2.1, rodada en Londres y Nueva York, fue estrenada el 2 de junio de 2010, protagonizada por Tamsin Egerton, Emma Roberts y Adam Deacon. También apareció como secundario en Ghost Rider: Espíritu de Venganza, en una escena que fue eliminada de la película, pero que apareció en la sección de escenas eliminadas del DVD.
Ha sido confirmada su aparición en Star Trek: en la oscuridad, en un papel todavía desconocido, del que lo único que se sabe es que será un padre de familia con mujer y una hija pequeña.
 El estreno de esta película está programado para el 17 de mayo de 2013. Sobre su trabajo en la secuela de Star Trek, sdijo "Sólo miraba y aprendía. Asentía, sonreía, era tan educado como podía, y después volvía a casa. Nunca sabes qué presupuesto va a tener una cosa como esta, pero te haces una idea. Creo que probablemente podría hacer 120 películas con él".

## Filmografía

### Televisión
| Año       | Título                        | Papel          | Notas                        |
| --------- | ----------------------------- | -------------- | ---------------------------- |
| 1999      | Metrosexuality                | Kwame O'Rielly |                              |
| 2000      | The Bill                      | Lennie Cox     | un episodio                  |
| 2001      | Judge John Deed               | Adam           | un episodio                  |
| 2001      | Waking the Dead               | Sin acreditar  | un episodio                  |
| 2001      | Casualty                      | Danny Oldfield | tres episodios               |
| 2002–2004 | Auf Wiedersehen, Pet          | Wyman Norris   | 14 episodios                 |
| 2003      | Adventure Inc.                | Mike Reed      | un episodio                  |
| 2003      | Doctors                       | Jim Baker      | un episodio                  |
| 2004      | Holby City                    | Shaun O'Connor | tres episodios               |
| 2004      | A Touch of Frost              | Kenny          | un episodio                  |
| 2005–2010 | Doctor Who                    | Mickey Smith   | 2 temporadas más 2 episodios |
| 2005–2010 | Doctor Who Confidential       | Himself        | 10 episodios                 |
| 2006      | Tardisodes                    | Mickey Smith   |                              |
| 2006      | Jane Hall                     | Steve Heaney   | dos episodios                |
| 2006      | Torchwood                     |                | Writer of Combat             |
| 2007      | Dubplate Drama                | Hostel Manager |                              |
| 2007      | The Weakest Link              | Él mismo       |                              |
| 2008      | West 10 LDN                   | Michael        | guionista                    |
| 2011      | How Hip Hop Changed the World | Él mismo       | Telefilme                    |
| 2012      | What If                       | The Angel      | docudrama de Channel 4       |

### Cine
| Año  | Título                     | Papel           | Otras notas                                  |
| ---- | -------------------------- | --------------- | -------------------------------------------- |
| 1999 | Native                     | Victor          |                                              |
| 1999 | Take 2                     | Jamal/Cornelius |                                              |
| 2002 | The Last Angel             | Chico           |                                              |
| 2002 | Licks                      | David           | productor y guionista                        |
| 2003 | I'll Sleep When I'm Dead   | Cyril           |                                              |
| 2006 | Plastic                    | Jock            |                                              |
| 2006 | Kidulthood                 | Sam Peel        | actor y guionista                            |
| 2008 | Adulthood                  | Sam Peel        | actor, director y guionista                  |
| 2009 | Reign of Death             | Joe Digby       |                                              |
| 2009 | Heartless                  | A.J.            |                                              |
| 2009 | Doghouse                   | Mikey           |                                              |
| 2010 | Sex & Drugs & Rock & Roll  | Desmond/Sparky  | biopic de Ian Dury                           |
| 2010 | Centurion                  | Macros          |                                              |
| 2010 | 4.3.2.1                    | Tee             | Escritor, codirector y actor                 |
| 2010 | Huge                       | Clark           |                                              |
| 2011 | Race Against Time          | Narrador        | Documental de Doctor Who en el DVD de Meglos |
| 2011 | Screwed                    | Truman          |                                              |
| 2012 | Radio 1 Movie              | -               | productor ejecutivo                          |
| 2012 | The Knot                   | Peter           | Actor y guionista                            |
| 2012 | Fast Girls                 | Tommy           | Actor y guionista                            |
| 2012 | Storage 24                 | Charlie         | Actor y guionista                            |
| 2012 | Bliss!                     | Mark Wilson     |                                              |
| 2013 | Star Trek: en la oscuridad |                 |                                              |
| 2014 | The Anomaly                |                 |                                              |
| 2016 | The Habit of Beauty        | Stuart          |                                              |
| 2017 | I Kill Giants              | Sr. Molle       |                                              |

## Teatro
- 2003: Where Do We Live en el Jerwood Theatre Upstairs en el Royal Court